# Ероде Венкатаппа Крішнасамі Сампат
Ероде Венкатаппа Крішнасамі Сампат (прибл. 5 березня 1926 — 23 лютого 1977), зазвичай згадується як EVK Sampath — видатний політик з Таміл Наду, Індія . Він був прихильником дравідійського руху Періяра Е. В. Рамасамі, і деякі вважали його політичним спадкоємцем. Пізніше він відокремився від Дравідара Кажагама Періяра, щоб сформувати Dravida Munnetra Kazhagam (DMK) разом із CN Annadurai . Незважаючи на те, що він був одним із засновників DMK він пізніше вийшов із неї та створив власну партію, яка називалась Тамільська національна партія . Тим не менш, пізніше він об'єднав свою партію з Індійським національним конгресом . Він колишній член парламенту від виборчого округу Намаккал .
Він належав до політично активної родини. Він був племінником Періяра, а його батько сам був активним політиком. Він також є батьком інших видатних політиків Таміл Наду, а саме Е. В. К. С. Елангована та Ініяна Сампата, а його дружина Сулочана Сампат також була активною політичною діячкою, займаючи високі посади в уряді Таміл Наду[1].

## Сім'я
Сампат народився в місті Ероде, президентство Мадраса, як син Е. В. Крішнасамі, старшого брата Періяра Е. В. Рамасамі в 1926 році. Крішнасамі надавав велику підтримку Періяру в його боротьбі за самоповагу та соціальну справедливість і був одним із видавців журналу Kudiarasu (Республіка), партійного органу Партії справедливості .
У 1946 році Сампатх одружився з Сулочаною, дочкою Тріпатхура Г. Самі Найду, який був одним зі стовпів партії «Справедливість». Пізніше Сулочана Сампат обіймала різні високі посади в уряді штату Тамілнад, в тому числі була членом ради з питань соціального забезпечення, членом синдикату університету Аннамалай, головою Ради з ліквідації нетрів Тамілнад, головою Корпорації промислового розвитку Тамілнад, головою Товариства підручників Тамілнад і головою Корпорації з розвитку малих підприємств Тамілнад. Сулочана була організаційним секретарем Всеіндійського товариства Анни Дравіди Муннетра Кажагам (AIADMK) і ветераном AIADMK протягом кількох років[1]. Вона померла в червні 2015 року у віці 86 років[2][3].

## Вхід у політику
Його привернув рух самоповаги Періяра з ранніх днів його життя. Рух мав на меті створення суспільства, де відсталі касти мали б рівні права людини, і заохочення відсталих каст до самоповаги в контексті кастового суспільства, яке вважало їх нижчою ланкою ієрархії. Коли він був студентом середнього курсу коледжу Пачайяппи в Ченнаї, він брав участь у програмах і акціях DK. У 1944 році він був оголошений головнокомандувачем Бригади Чорних Сорочок руху Періяра.

## В ДМК
У 1949 році він разом з Аннадурай відокремився від DK і створив власну партію DMK. Розрив пояснюється одруженням Періяра з жінкою. DMK перейняла тамільські націоналістичні ідеології від своєї головної організації, але підтримувала принципи організації демократичної партії. Під час інавгураційної церемонії вони залишили один вільний стілець на вершині помосту для Періяра, сказавши, що він є їхнім постійним лідером. Однак, зіткнувшись з реальністю незалежної Індії, яка запускає демократичний процес згідно з новою Конституцією, DMK вважав за краще залишити питання сепаратистів на задньому плані.

## Відрив від ДМК
У 1961 році разом з тамільським поетом Каннадасаном і Пажа Недумараном заснував нову партію Тамільська національна партія . По-різному пояснюється, що відрив був викликаний особистими розбіжностями, які виникли через перевагу М. Карунаніді в партії, а також розбіжностями у заклику DMK до незалежної нації Дравіда Наду . Ідеологія Сампата відрізнялася від ідеології Аннадурая. Останній віддавав перевагу конституційним засобам у створенні тамільської держави та прагнув брати участь у виборах за те саме. Сампат вважав Аннадурая занадто поміркованим і вимагав більш радикальної політики, прямих дій і войовничих методів. Крім того, Аннадурай був політично схильний до партії Сватантра Раджагопалачарі, тоді як Сампат прагнув об'єднатися з Комуністичною партією Індії . Потім ще один із засновників DMK, актор Сіваджі Ганесан переїхав до TNP Сампата ,після його ворожнечі з керівництвом DMK і назвав це гламурною вечіркою .

## Злиття в Конгрес
У 1964 році Сампат на запрошення Камараджа об'єднав свою партію з Конгресом. Пізніше Сампат заснував журнали Конгресу, а саме Tamil Cheithi, Jayaberigai (Dailies) і Alaigal (Weekly), але зазнав великих фінансових втрат. Щоб забезпечити перемогу кандидатів у парламент Конгресу в Таміл Наду, Індіра Ганді довірила всю відповідальність за вибори в руки Сампата в 1977 році. Сампат був призначений секретарем Комітету Конгресу Тамілнаду, а пізніше призначений віце-президентом TNCC. Саме Сампат переклав тамільською мовою промови Індіри Ганді. Сампат пожертвував свою власність, «Jawahar Illam», в Erode, щоб використовувати її як штаб-квартиру комітету конгресу Erode. До теперішнього часу там функціонує штаб. Сампат помер 23 лютого 1977 року. Його іменем назвали дорогу у Вепері, Ченнаї, і комплекс урядових будівель на Коледж-роуд, Ченнаї.